# 钦塔拉瓦拉萨
钦塔拉瓦拉萨（Chintalavalasa），是印度安得拉邦Vizianagaram县的一个城镇。总人口6421（2001年）。

## 人口
该地2001年总人口6421人，其中男性3330人，女性3091人；0—6岁人口760人，其中男394人，女366人；识字率66.70%，其中男性为72.01%，女性为60.98%。